# Saa gik 1943
|  | Denne artikel er oprettet af botten Steenthbot ud fra en ekstern database. Den kan derfor have sproglige fejl eller mangler. Denne skabelon kan fjernes efter kontrol af indholdet. |

Saa gik 1943 er en dansk dokumentarisk optagelse fra 1943.

## Handling
Magasin du Nords årsrevy 1943:

1) Tuberkulinprøve af hele personalet og direktionen samt røntgenfotografering.

2) I oktober udsmykkes det lange plankeværk langs Bremerholm med en malet frise med sportsmotiver.

3) Årets juleudstilling hedder "Jul i Nøddebo". Forberedelserne ved tegnebordet og i værkstedet følges, samt afprøvning af den komplicerede mekanik i tårnudstillingen. Elektrikerne sætter lamper op og skruer pærer i. Arden-fontænen opstilles i hovedhallen, her kan damerne få vædet deres lommetørklæder med Arden-parfume. Heste i fuld størrelse ankommer i møbeltransportbil, de skal med i udstillingen. I børnenes pottemagerværksted kan børn deltage i en konkurrence for de 6-14 årige. I tårnvinduet vises klokketårnet i Nøddebo Kirke - og masser af nisser. Trods krigen er det den største i Magasins historie.